# Jabir al-Ahmad al-Jabir as-Sabah
Jabir al-Ahmad al-Jabir as-Sabah (arabiska: جابر الأحمد الجابر الصباح), född  29 juni 1926, död 15 januari 2006, var regerande emir i Kuwait (landets statsöverhuvud) från 31 december 1977 till sin död. Han hade tretton fruar, 21 söner och 18 döttrar.
Han blev utbildad i hemmet.
Från slutet av 1940 var han starkt engagerad i Kuwaits oljeindustri, med poster som minister i olika departement. Premiärminister i Kuwait 1965–1978. Jabir as-Sabah efterträdde Sabah III al-Salim al-Sabah som emir.
När Irak invaderade Kuwait den 2 augusti 1990, flydde Jabir as-Sabah och emirfamiljen till grannlandet Saudiarabien där de levde i exil. Den 26 februari 1991 befriades Kuwait av USA efter Gulfkriget och de irakiska ockupationsstyrkorna fördrevs. Den 14 mars samma år återvände emiren till hemlandet. 
Politiska spänningar kännetecknade Jabir as-Sabahs tid som emir. Landet var då ett av de rikaste i världen, och hade mycket begränsad fattigdom, men krav på en mer utvecklad demokrati, rättigheter för kvinnor samt författningsändringar framfördes under hans sista år som emir.
Jabir as-Sabahs hälsa försämrades betydligt efter en hjärnblödning 2001. Under sin regeringstid överlevde han flera mordförsök. Han efterträddes av Saad al-Abdullah as-Salim as-Sabah